# Seaquist Peak
Seaquist Peak är en bergstopp i Antarktis. Den ligger i Västantarktis. Chile gör anspråk på området. Toppen på Seaquist Peak är 800 meter över havet, eller 214 meter över den omgivande terrängen. Bredden vid basen är 3,2 km.
Terrängen runt Seaquist Peak är platt åt sydväst, men åt nordost är den kuperad. Trakten är obefolkad. Det finns inga samhällen i närheten.